# Sinotrichopeza sinensis
Sinotrichopeza sinensis är en tvåvingeart som först beskrevs av Yang, Grootaert och Horvat 2005.  Sinotrichopeza sinensis ingår i släktet Sinotrichopeza och familjen Brachystomatidae. Inga underarter finns listade i Catalogue of Life.